# تیم ملی فوتبال زنان غنا
تیم ملی فوتبال زنان غنا نمایدهٔ زنان این کشور در ردهٔ ملی است. این تیم تحت نظارت فدراسیون فوتبال غنا قرار دارد. لقب آنها ملکه‌های سیاه است.

## افتخارات

### پیشینهٔ جام جهانی
| سال   | نتیجه       | تعداد بازی  | برد         | تساوی       | باخت        | گل زده      | گل خورده    |             |
| ----- | ----------- | ----------- | ----------- | ----------- | ----------- | ----------- | ----------- | ----------- |
| ۱۹۹۱  | انتخاب نشد. | انتخاب نشد. | انتخاب نشد. | انتخاب نشد. | انتخاب نشد. | انتخاب نشد. | انتخاب نشد. | انتخاب نشد. |
| ۱۹۹۵  | انتخاب نشد. | انتخاب نشد. | انتخاب نشد. | انتخاب نشد. | انتخاب نشد. | انتخاب نشد. | انتخاب نشد. | انتخاب نشد. |
| ۱۹۹۹  | مرحلهٔ گروهی | ۳           | ۰           | ۱           | ۲           | ۱           | ۱۰          |             |
| ۲۰۰۳  | مرحلهٔ گروهی | ۳           | ۱           | ۰           | ۲           | ۲           | ۵           |             |
| ۲۰۰۷  | مرحلهٔ گروهی | ۳           | ۰           | ۰           | ۳           | ۳           | ۱۵          |             |
| ۲۰۱۱  | انتخاب نشد. | انتخاب نشد. | انتخاب نشد. | انتخاب نشد. | انتخاب نشد. | انتخاب نشد. | انتخاب نشد. | انتخاب نشد. |
| ۲۰۱۵  | انتخاب نشد. | انتخاب نشد. | انتخاب نشد. | انتخاب نشد. | انتخاب نشد. | انتخاب نشد. | انتخاب نشد. | انتخاب نشد. |
| مجموع | ۳/۷         | ۹           | ۱           | ۱           | ۷           | ۶           | ۳۰          |             |

### عملکرد در بازیهای المپیک
- فیفا: المپیک فوتبال زنان:
  - ۱۹۹۶:آفریفا واجد شرایط نبود.
  - ۲۰۰۰: انتخاب نشد.
  - ۲۰۰۴: انتخاب نشد.
  - ۲۰۰۸: انتخاب نشد.
  - ۲۰۱۲: انتخاب نشد.

### عملکرد در جام ملتهای زنان آفریقا
| جام ملت‌های زنان آفریقا | جام ملت‌های زنان آفریقا | جام ملت‌های زنان آفریقا | جام ملت‌های زنان آفریقا | جام ملت‌های زنان آفریقا | جام ملت‌های زنان آفریقا | جام ملت‌های زنان آفریقا | جام ملت‌های زنان آفریقا | جام ملت‌های زنان آفریقا | جام ملت‌های زنان آفریقا |
| سال                    | نتیجه                  | تعداد بازی انجام داده  | برد                    | تساوی*                 | باخت                   | گل زده                 | گل خورده               | تفاضل گل               |                        |
| ---------------------- | ---------------------- | ---------------------- | ---------------------- | ---------------------- | ---------------------- | ---------------------- | ---------------------- | ---------------------- | ---------------------- |
| ۱۹۹۱                   | یک چهارم نهایی         | ۲                      | ۰                      | ۰                      | ۲                      | ۲                      | ۷                      | −۵                     |                        |
| ۱۹۹۵                   | نیمه نهایی             | ۲                      | ۰                      | ۰                      | ۲                      | ۲                      | ۵                      | −۳                     |                        |
| 1998                   | نایب قهرمان            | ۴                      | ۲                      | ۱                      | ۱                      | ۱۱                     | ۴                      | +۷                     |                        |
| 2000                   | مقام سوم               | ۵                      | ۳                      | ۱                      | ۱                      | ۱۳                     | ۶                      | +۷                     |                        |
| 2002                   | نایب قهرمان            | ۵                      | ۳                      | ۱                      | ۱                      | ۹                      | ۴                      | +۵                     |                        |
| 2004                   | مقام سوم               | ۵                      | ۳                      | ۱                      | ۱                      | ۷                      | ۲                      | +۵                     |                        |
| 2006                   | نایب قهرمان            | ۵                      | ۴                      | ۰                      | ۱                      | ۷                      | ۲                      | +۵                     |                        |
| 2008                   | مرحلهٔ گروهی            | ۳                      | ۱                      | ۱                      | ۱                      | ۴                      | ۴                      | ۰                      |                        |
| 2010                   | مرحلهٔ گروهی            | ۳                      | ۱                      | ۰                      | ۲                      | ۴                      | ۶                      | −۲                     |                        |
| 2012                   | انتخاب نشد.            | انتخاب نشد.            | انتخاب نشد.            | انتخاب نشد.            | انتخاب نشد.            | انتخاب نشد.            | انتخاب نشد.            | انتخاب نشد.            |                        |
| 2014                   | مرحلهٔ گروهی            | ۳                      | ۱                      | ۱                      | ۱                      | ۲                      | ۲                      | ۰                      |                        |
| 2016                   | انتخاب شد.             |                        |                        |                        |                        |                        |                        |                        |                        |
| مجموع                  | ۱۰/۱۲                  | ۳۷                     | ۱۸                     | ۶                      | ۱۳                     | ۶۱                     | ۴۲                     | −۱۹                    |                        |

*تساوی‌ها شامل مسابقات حذفی است که با ضربات پنالتی مشخص شده است.